# الغسانیه، جسر الشغور
الغسانیه (به عربی: الغسانیة) یک روستا در سوریه است که در ناحیه مرکزی جسر الشغور واقع شده‌است. الغسانیه ۳۸۹ نفر جمعیت دارد.